# Perfume (nhóm nhạc Nhật Bản)
Perfume (パフューム Pafyūmu) là một nhóm nhạc Jpop nữ đến từ Hiroshima, Nhật Bản, gồm các thành viên là: Ōmoto Ayano, Kashino Yuka và Nishiwaki Ayaka. Nhóm nhạc này đã ký hợp đồng với công ty giải trí Universal Music Japan từ năm 2012.
Nhóm nhạc được thành lập vào khoảng đầu năm 2000 trong vai trò diễn viên tài năng trẻ học viện Hiroshima, và lần ra mắt của họ lần đầu tiên ở trong nước với bản hit "Omajinai Perori", phát hành vào ngày 21 tháng 3 năm 2002. Một năm sau họ đến Tokyo, bắt đầu làm việc với Yasukata Nakata và phát hành đĩa đơn toàn quốc đầu tiên, "Sweet Donuts" vào ngày 6 tháng 8 năm 2003. Vào năm 2005 họ có một hợp đồng hợp tác với trung tâm giải trí Tokuma Japan, và phát hành đĩa ra mắt chính thức của họ là "Linear Motor Girl" vào ngày 21 tháng 9. Tuy nhiên, cho đến năm 2008, khi ra mắt đĩa đơn thứ 7 của nhóm "Polyrhythm", được chọn làm bài hát chủ đề của chiến dịch tái chế bởi NHK, họ bắt đầu nhận được sự chú ý chính thức ở Nhật Bản. Đĩa đơn đạt vị trí số bảy trên bảng xếp hạng Oricon, trở thành Top 10 đĩa đơn đầu tiên của họ tại Nhật Bản, và từ đó thứ tám đĩa đơn "Baby Cruising Love" và tất cả các đĩa đơn tiếp theo của họ đã ra mắt trong Top 3 của bảng xếp hạng. Album phòng thu đầu tiên bản gốc của họ, Game, đã trở thành album đầu tiên mang vị trí #1 của họ tại Nhật Bản, và "Love The World", phát hành vào ngày 9 tháng 7 năm 2009, đĩa đơn đầu tiên của họ mang vị trí #1. Với doanh thu của đĩa đơn và album, nhóm đã bán được hơn 3 triệu bản, với 1,5 triệu album được bán riêng tại Nhật Bản như ở tháng 3, năm 2012.